# Leon Horodecki

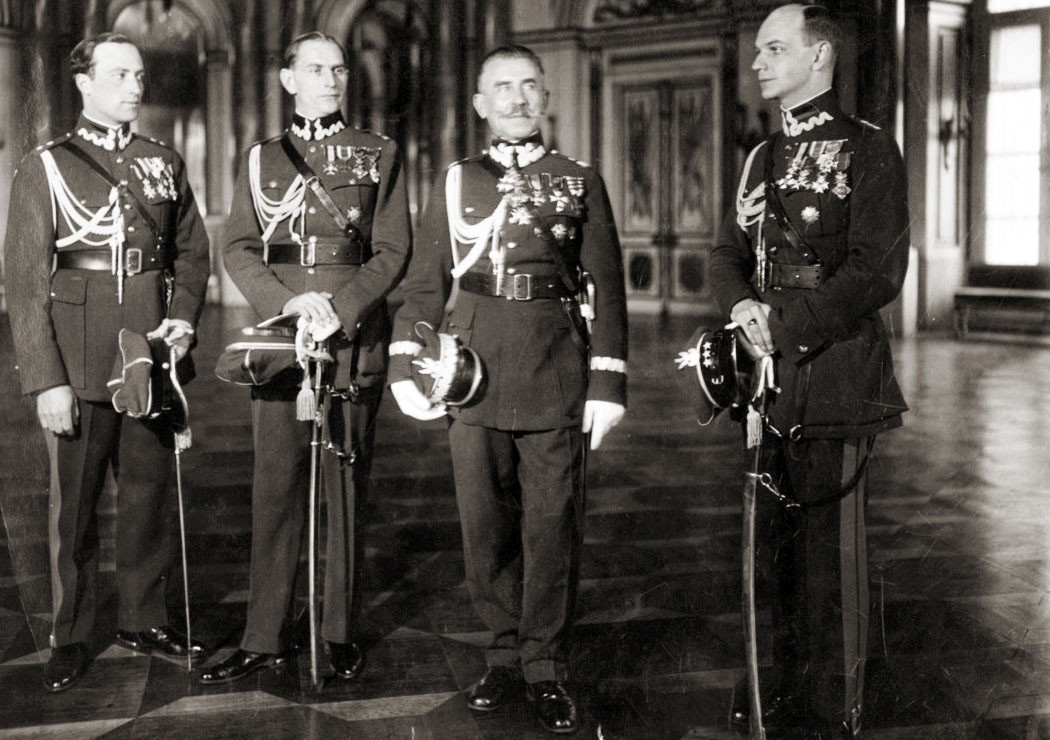
Adiutantura prezydenta RP Stanisław Wojciechowskiego: od lewej por. Tomasz Łaszkiewicz, mjr Andrzej Meyer, gen. Mariusz Zaruski i kpt. Leon Horodecki (1925)

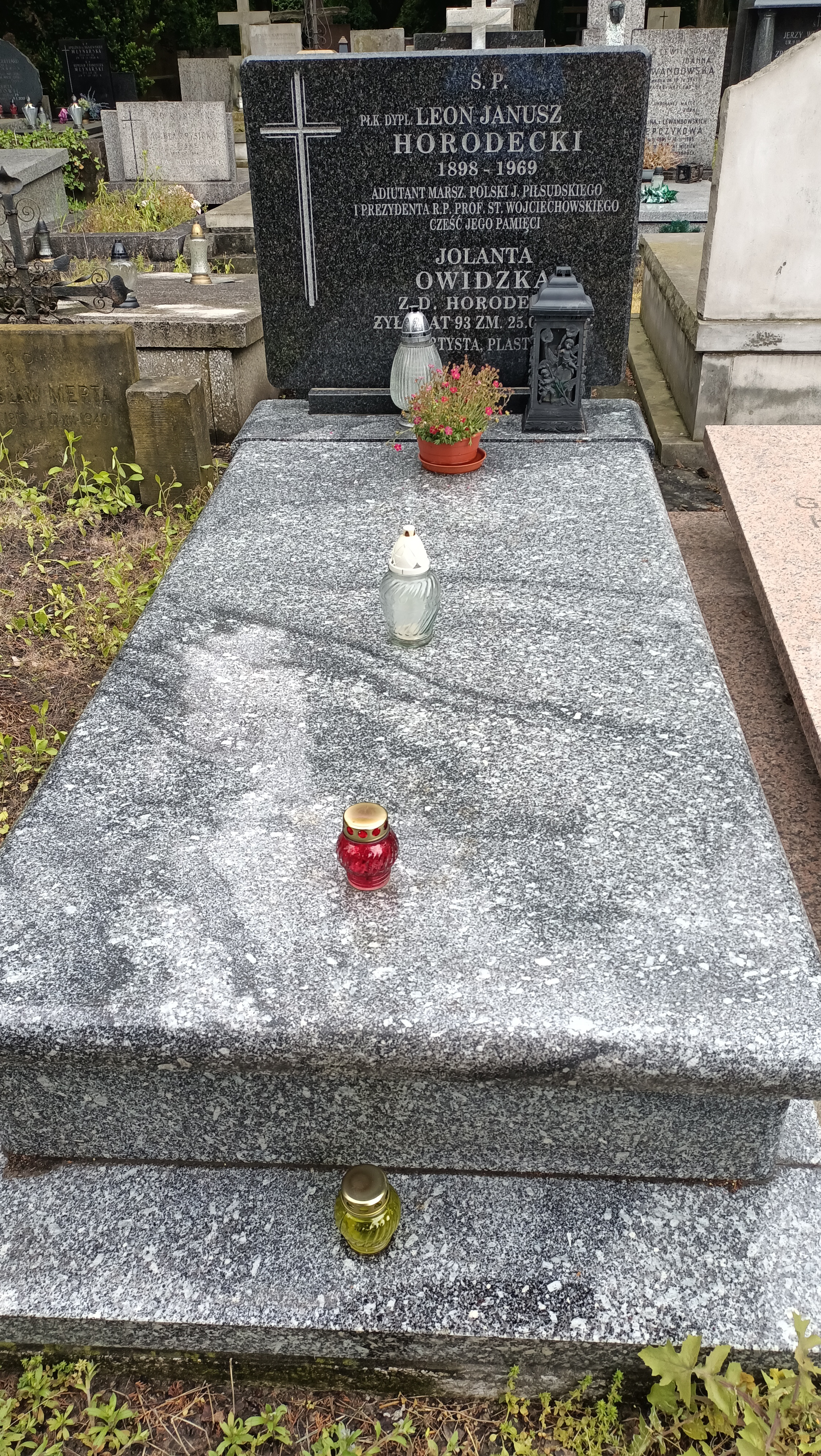
Grób Leona Horodeckiego na cmentarzu Powązkowskim

Leon Janusz Horodecki h. Świnka (ur. 22 kwietnia 1898 w Sosnówce, zm. 15 maja 1969 w Warszawie) – pułkownik dyplomowany artylerii Wojska Polskiego, kawaler Orderu Virtuti Militari.

## Życiorys
Urodził się 22 kwietnia 1898 w Sosnówce na Podolu. Po zakończeniu I wojny światowej i odzyskaniu przez Polskę niepodległości został przyjęty do Wojska Polskiego. Uczestniczył w wojnie polsko-bolszewickiej za co otrzymał Order Virtuti Militari. Od 1921 do 1923 był adiutantem marszałka Józefa Piłsudskiego. Został awansowany do stopnia porucznika artylerii ze starszeństwem z dniem 1 dniem czerwca 1919, a następnie do stopnia kapitana artylerii ze starszeństwem z dniem 15 sierpnia 1924. Jako oficer nadetatowy 1 dywizjonu artylerii konnej służył w Kwaterze Wojskowej Prezydenta Rzeczypospolitej w 1923 pełniąc funkcję I adiutanta przybocznego Prezydenta RP Stanisława Wojciechowskiego. W czerwcu 1924 został przesunięty na stanowisko II adiutanta przybocznego, a później na stanowisko oficera ordynansowego. 
Z dniem 20 lipca 1925 został przydzielony do macierzystego 1 dak z jednoczesnym przeniesieniem służbowym do 1 pułku szwoleżerów na okres trzech miesięcy „celem praktycznego zapoznania się z organizacją, uzbrojeniem i regulaminami” oddziałów broni. Z dniem 1 listopada 1925 roku został przydzielony do Wyższej Szkoły Wojennej w Warszawie, w charakterze słuchacza Kursu Normalnego 1925–1927. W maju 1926 roku został ranny w czasie zamachu stanu. Z dniem 28 października 1927 roku, po ukończeniu kursu i otrzymaniu dyplomu naukowego oficera Sztabu Generalnego, został przydzielony do dowództwa 3 Samodzielnej Brygady Kawalerii w Wilnie na stanowisko oficera sztabu. 17 grudnia 1931 roku został awansowany na majora ze starszeństwem z dniem 1 stycznia 1932 roku i 20. lokatą w korpusie oficerów artylerii. W 1932 był oficerem sztabu w dowództwie Obszaru Warownego Wilno. Od 26 kwietnia 1937 roku do 24 marca 1939 roku dowodził II dywizjonem 10 pułku artylerii lekkiej w Łodzi. Wiosną 1939 roku został przeniesiony do Oddziału IV Sztabu Głównego w Warszawie i przydzielony do Wydziału Zaopatrywania i Ewakuacji. Do wybuchu wojny zajmował się „sprawami odwodowych jednostek służb Naczelnego Wodza i przewidywaniami dotyczącymi tzw. „Odwodu Warszawa” tj. armii gen. Dąb-Biernackiego na wypadek „Z”. W czasie kampanii wrześniowej był delegatem naczelnego kwatermistrza w dowództwie Frontu Północnego.
Jego żoną została Anna z domu Taraszkiewicz, a ich synem był Andrzej Horodecki (1925–2011, profesor inżynier). 
W publikacjach dotyczących lat późniejszych pojawił się oficer w stopniu podpułkownika i pułkownika dyplomowanego o tożsamości Janusz Horodecki; m.in. podczas kampanii wrześniowej, podczas okupacji niemieckiej, w 1947 płk dypl. J. Horodecki opublikował artykuł „Artyleria 1 Armii WP w działaniach nad Turią i Bugiem – lipiec 1944”. Według jednego ze źródeł Leon Horodecki zmarł w 1967 w Oxfordshire.
Zmarł 15 maja 1969 roku w Warszawie.

## Ordery i odznaczenia
- Krzyż Srebrny Orderu Wojskowego Virtuti Militari nr 6516 (10 sierpnia 1922)[30][31][32][17]
- Krzyż Walecznych (dwukrotnie)[32][17]
- Złoty Krzyż Zasługi (11 listopada 1936)[33][34][35]
- Krzyż Oficerski Orderu Gwiazdy Rumunii (Rumunia)[36][37][17]
- Krzyż Kawalerski Orderu Korony Rumunii (Rumunia)[37][17]
- Krzyż Kawalerski Orderu Świętego Grzegorza Wielkiego (Watykan)[17]
- Krzyż Kawalerski Orderu Gwiazdy Czarnej (III Republika Francuska)[17]
- Krzyż Kawalerski Orderu Oranje-Nassau (Watykan)[17]
- Krzyż Kawalerski Orderu Korony Włoch (Włochy)[17]
- Medal Zwycięstwa („Médaille Interalliée”)[17]